# Maxime Maugein
Maxime Maugein, né le 27 septembre 1992 à Poitiers est un athlète français, spécialiste des épreuves combinées. Il est Elite 2017 de l'heptathlon.

## Biographie
Athlète en équipe de France d'Athlétisme et licencié à l'Entente Poitiers Athlétisme 86, Maxime Maugein est un athlète de 1m82 et de 82 kilos.
Il totalise 10 sélections internationales, 6 chez les jeunes catégories et 4 sélections internationale A.
En 2009, il monte sur son premier podium des championnats de France d'Épreuves-Combinées avec une 2e place à Vittel et un total de 4880 points derrière un certain Kévin Mayer. Il sera la même saison, 3e du Décathlon des championnats de France à Guéret.
En 2010, il est sélectionné pour la première fois en équipe de France jeune pour un Match d'Épreuves-Combinées dans le sud de la France. Il termine 5e de l'heptathlon avec 5130 points. Il obtient sa qualification grâce à une 3e place obtenu lors des championnats de France à Aubière.
Il est champion de France juniors en salle de l'heptathlon en 2011 avec 5484 points à Val-de-Reuil. La même année, il participe aux championnats d'Europe junior à Talinn en Estonie.
Il est ensuite champion de France espoirs en salle de l'heptathlon en 2012 à Metz avec 5399 points et 2013 à Reims avec 5545 points.
En 2014, 2015 et 2016, il participe au plus grand meeting universitaire des États-Unis, le Dr Sanders International New York en compagnie d'une équipe d'Athlètes de Poitiers par l'intermédiaire de l'association APUNY (Athlétique Poitiers Université New-York).
En 2014, il obtient son premier podium chez les séniors avec une 3e Elite en salle à Reims lors des championnats de France. Un retour gagnant après huit mois de blessure à la suite d'une pubalgie.
En 2016, il est 3e des championnats de France Elite d'Heptathlon avec 5811 points à Aubière.
Il est sacré champion de France en salle de l'heptathlon toutes catégories en 2017 à Bordeaux.
L'athlète poitevin contribue, avec un total personnel de 7741 points, à la quête, par la France, de la médaille de bronze des Championnats d’Europe d’épreuves combinées, par équipe mixte, organisés en juillet 2017 à Tallinn en Estonie [1].
Il participe également durant cette saison au prestigieux Hypo-meeting international de Gotzis, qui accueille chaque année les meilleurs mondiaux.
La même année, il participe aux championnats du monde universitaire, les universiades à Taipei, et se classe 8e.
Il termine sa carrière en 2018 lors du Décathlon international de Talence, le Décastar avec une 8e. Une fracture de la pointe du l'ulna l'empêchera de continuer sa carrière.
Son record personnel au décathlon est de 7801 points et de 5902 points à l'Heptathlon. Il est entrainé par Gérard Lacroix entraîneur renommé, Patrick Poisson et Michel Lembicz (perche).
En 2020, il s'envole pour l'île de la Réunion et continue sa reconversion de coach sportif.

## Records personnels
| Epreuves          | Performances  | Lieu      | Date            |
| ----------------- | ------------- | --------- | --------------- |
| 100m              | 11''01 (+1,2) | Reims     | 11 juillet 2014 |
| Saut en longueur  | 7m28 (+0,9)   | Marseille | 14 juillet 2017 |
| Lancer de Poids   | 13m93         | Gotzis    | 27 mai 2017     |
| Saut en hauteur   | 2m02          | Niort     | 5 juin 2010     |
| 400m              | 49''20        | Talinn    | 1 juillet 2017  |
| 110m Haies        | 14''04 (+0,6) | Angouleme | 6 mai 2018      |
| Lancer de disque  | 41m40         | Aubagne   | 5 juillet 2015  |
| Saut à la perche  | 5m00          | Gotzis    | 28 mai 2017     |
| Lancer de javelot | 51m83         | Aubagne   | 5 juillet 2015  |
| 1500 m            | 4'21''06      | Aubagne   | 8 juillet 2012  |
| Décathlon         | 7801 points   | Aubagne   | 4 juillet 2015  |

| Epreuves         | Performances | Lieu                | Date             |
| ---------------- | ------------ | ------------------- | ---------------- |
| 60 m             | 7''10        | Bordeaux            | 18 février 2017  |
| Saut en longueur | 7m18         | Aubière             | 27 février 2016  |
| Lancer de poids  | 14m89        | Vouneuil-sous-Biard | 21 janvier 2018  |
| Saut en hauteur  | 2m04         | Aubière             | 7 février 2010   |
| 60m Haies        | 8''03        | Vouneuil-sous-Biard | 6 janvier 2018   |
| Saut à la perche | 4m90         | Vouneuil-sous-Biard | 17 décembre 2017 |
| 1000 m           | 2'38''14     | Bordeaux            | 19 février 2017  |
| Heptathlon       | 5902 points  | Bordeaux            | 19 février 2017  |